# Sacramento kommun, Brasilien
Sacramento är en kommun i Brasilien.   Den ligger i delstaten Minas Gerais, i den sydöstra delen av landet, 500 km söder om huvudstaden Brasília. Antalet invånare är 23 880.
Följande samhällen finns i Sacramento:
- Sacramento

Omgivningarna runt Sacramento är huvudsakligen savann. Trakten runt Sacramento är nära nog obefolkad, med mindre än två invånare per kvadratkilometer.